# Taekwondo nos Jogos Pan-Americanos de 1987
As competições de taekwondo nos Jogos Pan-Americanos de 1987 foram realizadas em Indianápolis, Estados Unidos. Esta foi a primeira edição do esporte nos Jogos Pan-Americanos.

## Masculino
| Evento                | Ouro                     | Prata                    | Bronze                        |
| --------------------- | ------------------------ | ------------------------ | ----------------------------- |
| Até 50 kg detalhe     | Dae Sung Lee ( USA)      | Arlindo Gouveia ( VEN)   | Pascual Pacheco ( ECU)        |
| Até 50 kg detalhe     | Dae Sung Lee ( USA)      | Arlindo Gouveia ( VEN)   | Predefinição:FlagPASOmedalist |
| Até 54 kg detalhe     | Carlos Rivas ( VEN)      | Ricardo Jallath ( MEX)   | Jerry Torres ( PUR)           |
| Até 54 kg detalhe     | Carlos Rivas ( VEN)      | Ricardo Jallath ( MEX)   | José Vidal ( COL)             |
| Até 58 kg detalhe     | Doug Lewis ( USA)        | Raymond Mourad ( CAN)    | Federico Gómez ( MEX)         |
| Até 58 kg detalhe     | Doug Lewis ( USA)        | Raymond Mourad ( CAN)    | Armando Rivera ( PUR)         |
| Até 64 kg detalhe     | Chris Spence ( USA)      | Gerardo González ( VEN)  | Eulogio Jara ( PAR)           |
| Até 64 kg detalhe     | Chris Spence ( USA)      | Gerardo González ( VEN)  | Edwin Pagan ( PUR)            |
| Até 70 kg detalhe     | Steve Carpenter ( USA)   | Juan Rengifo ( VEN)      | Eddy Olivera ( CAN)           |
| Até 70 kg detalhe     | Steve Carpenter ( USA)   | Juan Rengifo ( VEN)      | Cástulo Valdés ( DOM)         |
| Até 76 kg detalhe     | Ernesto Rodríguez ( MEX) | Alfredo Vitaller ( ARG)  | Antonio González ( PUR)       |
| Até 76 kg detalhe     | Ernesto Rodríguez ( MEX) | Alfredo Vitaller ( ARG)  | Jay Warwick ( USA)            |
| Até 83 kg detalhe     | Herbert Perez ( USA)     | Ferrère Clerveaux ( CAN) | Raguelli Cuevas ( ISV)        |
| Até 83 kg detalhe     | Herbert Perez ( USA)     | Ferrère Clerveaux ( CAN) | Fernando Jaramillo ( ECU)     |
| Mais de 83 kg detalhe | Jimmy Kim ( USA)         | Robert Fellner ( ISV)    | Gilberto Madeiros ( BRA)      |
| Mais de 83 kg detalhe | Jimmy Kim ( USA)         | Robert Fellner ( ISV)    | Julio Vázquez ( DOM)          |

## Quadro de medalhas
| Posição | Nação                        |   |   |    | Total |
| ------- | ---------------------------- | - | - | -- | ----- |
| 1       | USA Estados Unidos           | 6 | 0 | 1  | 7     |
| 2       | VEN Venezuela                | 1 | 3 | 0  | 4     |
| 3       | MEX México                   | 1 | 1 | 1  | 3     |
| 4       | CAN Canadá                   | 0 | 2 | 1  | 3     |
| 5       | ISV Ilhas Virgens Americanas | 0 | 1 | 1  | 2     |
| 6       | ARG Argentina                | 0 | 1 | 0  | 1     |
| 7       | PUR Porto Rico               | 0 | 0 | 4  | 4     |
| 8       | COL Colômbia                 | 0 | 0 | 2  | 2     |
|         | DOM República Dominicana     | 0 | 0 | 2  | 2     |
|         | ECU Equador                  | 0 | 0 | 2  | 2     |
| 11      | BRA Brasil                   | 0 | 0 | 1  | 1     |
|         | PAR Paraguai                 | 0 | 0 | 1  | 1     |
| Total   | Total                        | 8 | 8 | 16 | 32    |